# 武器系統
武器系統指「武器+裝備」後，能獨立遂行戰鬥的一套兵器。兵器是用兵之器材。裝備包含載具、射控系統。

## 例如
1. 槍是「武器」；載具是人；槍上系統化的射擊控制「裝備（準心、覘孔、距離表尺、距離轉輪、風偏轉輪、狙擊鏡、標定雷射器、光學瞄準具、夜視瞄準具）」，組成該槍之「武器系統」。
2. 火砲是「武器」；載具是砲車、牽引車；射擊控制「裝備（射控雷達、光學定向追蹤儀、射擊諸元傳輸、射控電腦）」，是其射控系統，組成該火砲之「武器系統」。
3. 彈道飛彈是「武器」；載具是牽引車；射擊控制「裝備（遙控監視器、射控雷達、光學定向追蹤儀、射擊諸元傳輸、導引衛星、射控電腦）」，是其射控系統，組成該飛彈之武器系統。